# Legio XXI Rapax
Legio XXI Rapax ("Vigésima-primeira legião Predadora") foi uma legião do exército imperial romano criada em 31 a.C. por Augusto. Foi aniquilada em 92, durante uma rebelião dos sármatas da Panônia em 92. O símbolo desta legião era o capricórnio.

## História
A XXI Rapax provavelmente foi uma das legiões criadas por Augusto para a guerra contra os cantábrios (31 a.C.) da Hispânia Tarraconense. A vigésima-primeira foi uma das cinco legiões utilizadas por Druso, o Velho, para sufocar uma revolta entre os récios entre 16 e 15 a.C. Acabou deslocada para Castra Regina (Ratisbona, Alemanha), capital da nova província da Récia.
Após o desastre militar da batalha da Floresta de Teutoburgo (9), na qual as legiões XVII, XVIII e XIX foram aniquiladas numa revolta dos queruscos, a XXI Rapax foi enviada como reforço para a Germânia Inferior. Neste período, partilhou a base de Castra Vetera (Xanten, Alemanha) com a V Alaudae. As duas se envolveram num motim em 14 d.C. Em 43, foram mobilizados para Vindonissa (Windisch, Suíça), na Germânia Superior.
No ano dos quatro imperadores (69), assim como o resto do exército da Germânia, a XXI Rapax apoiou as ambições de Vitélio, o governador da Germânia, e marchou contra Roma. Vitélio acabou derrotado por Vespasiano, que encontrou nova tarefa para a legião: ajudar a subjugar a Revolta dos Batavos, que irrompera nos atuais Países Baixos, e liberar as quatro legiões cercadas por Caio Júlio Civil. No ano seguinte, a rebelião já havia terminado, mas a legião permaneceu na área e partilhou o acampamento de Mogoncíaco com a XIV Gemina.
Em 89, a XXI apoiou uma nova tentativa fracassada de golpe, desta vez durante a "Revolta de Saturnino" contra Domiciano. O caso acabou pouco depois, mas a confiança se quebrou e a legião foi deslocada para a Panônia, onde acabou aniquilada em uma revolta no baixo Danúbio contra os sármatas, provavelmente uma referência aos roxolanos, em 92.